# 川口オートレース場
川口オートレース場 （かわぐちオートレースじょう） は、埼玉県川口市青木に所在するオートレース場である。
土地・施設所有および施行者は川口市（過去の施行者は後述）。

## 概要
1952年2月1日開設。
売り上げ、入場者数ともに全国5場のオートレース場中1位を誇り「オートのメッカ」と言われている。元SMAPの森且行、MotoGP125ccクラス元世界チャンピオン青木治親、44年ぶり（2011年当時）の女子レーサー佐藤摩弥などが活躍している。
敷地の有効活用でバンク内に交通児童公園があり、レース非開催時は近隣小学校、幼稚園の交通指導に利用されている。
また、1979年より毎年8月に開催される川口市主催の「たたら祭り」のメイン会場として1983年（第5回）〜2018年（第40回）まで使用されていたが、耐震不足による一部施設の閉鎖（後述）に伴い、2019年（第41回）は同市のSKIPシティに変更されたが、2022年（第42回）より再び同場が「たたら祭り」の会場として使用されている。

## 中継
CS・ケーブルテレビ（J:COM 川口・戸田）・インターネット配信・テレビ埼玉（グレードレース優勝戦、川口ナイトレース優勝戦）でレースを中継しており、司会・実況は、堂前英男、吉原完が担当している。また、堂前・吉原がスケジュールの都合などで出演できない際には、代理として文化放送の高橋将市や堂前・吉原と同じ事務所に所属している加奈山翔や中村将司が担当することがある。過去に廣瀬善樹、蘇武直人、山形美房、小林習之（大）、北嶋興、安達光浩、二宮淳一、野村達也、松島茂が実況を担当していた。
アシスタントは、高野桃子（2024年10月より）。かつては甲斐佑里、田中洋衣、別府彩、長原玲子、日向リオ、鳥谷部咲子、堀井七絵、佐々木麻衣（2024年4月 - 9月）、瞳ゆゆ（2024年4月 - 9月）、砂岡春奈、中山夏実がアシスタントを務めていた（一部のアシスタントは、テレビ埼玉のレースダイジェスト番組「BACHプラザ」のオートレースレポーターを兼任していた）。
ロッカーリポートは、中野加奈子が担当している。過去、宮崎麗奈、村多美咲、岩切奏恵が担当していた。
解説は、元選手の鈴木健（2024年10月より、27期、元川口所属）。2024年4月まで板橋忍（9期、元船橋所属）が務めていた。

## 歴史
- 1950年（昭和25年）12月15日、社団法人埼玉県小型自動車競走会設立
- 1952年（昭和27年）2月1日、川口オートレース場開設（ダート走路800M/周）
- 1955年（昭和30年）1月15日、川口市営オートレースの初開催
- 1965年（昭和40年）3月23日、第1回日本選手権オートレース開催 （優勝 広瀬登喜夫）
- 1967年（昭和42年）7月16日、ダート走路さよならレース開催
- 1967年（昭和42年）10月29日、新川口オートレース場開場 （走路舗装化）
- 1970年（昭和45年）、八百長レースに関与したとして所属選手1人が逮捕される[21]。
- 1973年（昭和48年）5月30日、四輪車レースの廃止
- 1976年（昭和51年）3月31日、開設24周年記念グランプリレース開催 （第1回）
- 1977年（昭和52年）7月26日、第1回キューポラ杯争奪戦開催
- 1983年（昭和58年）12月、トータリゼータシステムの導入（機械式車券発売）
- 1987年（昭和62年）3月31日、第1回スーパースター王座決定戦開催 （優勝 桝崎正）
- 1989年（平成元年）4月1日、発走合図システム装置導入
- 1991年（平成3年）9月、電話投票開始
- 1993年（平成5年）1月1日、アストロビジョン （大型映像機） 導入
- 1998年（平成10年）4月11日、8車8枠制導入
- 2000年（平成12年）8月13日、全レース連勝単式発売
- 2003年（平成15年）4月27日、3連単・3連複・ワイドの発売開始
- 2008年（平成20年）3月31日、埼玉県がオートレース事業から撤退[22]
- 2008年（平成20年）、「まがたま杯」廃止、「川口記念」新設
- 2011年（平成23年）4月、重勝式車券をオッズパークより発売
- 2011年（平成23年）9月22日、第1・第5特別観覧席にICカード投票システム「eスマート倶楽部」導入
- 2012年（平成24年）6月9日、控除率を従来の25%から30%へ引き上げ
- 2013年（平成25年）4月、本場開催時の入場料100円を全面無料化[23]
- 2014年（平成26年）4月25日、重勝式『モトロトBIG』の的中により6億円の配当。金額は公営競技史上第2位
- 2015年（平成27年）9月5日、消音効果を高めた新型マフラー、移動式照明車8台により、初のナイター競走試行開催[24]
- 2015年（平成27年）12月8日、第1特別観覧席をリニューアル「ホールショット」オープン[25]、キャッシュレス投票システム「スターカード」導入
- 2016年（平成28年）4月1日、船橋オートレース場（同年3月31日閉鎖）より、32名がLG移籍[26]
- 2016年（平成28年）4月27日、ナイター競走常時開催に伴い、固定LEDナイター照明塔（4基）新設、既設の照明設備をLEDへ更新[27]
- 2016年（平成28年）6月13日、第5特別観覧席をリニューアル
- 2020年（令和2年）1月6日、2号館・5号館閉鎖[注 13]
- 2020年（令和2年）1月9日、川口オートレース場運用変更[28]
- 2020年（令和2年）8月6日、無観客のナイター競走「川口ナイトレース」の開催を発表[29][注 14]
- 2020年（令和2年）10月16日、「川口ナイトレース」試行開催[30]
- 2021年（令和3年）3月16日、1号館2階発売所リニューアル[31]
- 2021年（令和3年）5月2日、オフィシャルグッズストア（第8投票所）オープン[32]
- 2022年（令和4年）11月、走路改修工事及び安全対策工事完了[33][注 15]

## 場内施設
- 競走路1周 - 500m[34] （幅員30m）
- 収容人数 - 27,000人[34]
- 無料駐車場収容台数 - 888台[35]
- 年間売上額（概数） - 195億円（2017年度） 580億円（1991年度）
- 1日当たり平均入場者数（概数） - 5,500人（2017年度） 18,000人（1991年度）

### 川口オートレース場の特徴
- 整備場への出入口が他場と異なり、2コーナー奥にある。
- 食堂や売店が多く、食べ物が非常に充実している。
- 託児施設「ハッピーランド」を常設、女性専用の休憩所「レディースルーム」が設けられている。

### 2号館・5号館の耐震不足、閉鎖
- 2017年3月27日、川口市は、1981年（昭和56年）5月31日以前の旧耐震基準で建てられた大規模建築物の耐震診断結果を公表し、2号館・5号館が震度6以上の大規模地震で「倒壊・崩壊の危険性が高い」という結果になり、川口市は2019年度中に建物の利用を停止する予定を決定した[36][37][38][39]。
- 2018年7月12日より、場外発売日に限り、閉鎖されることとなった[40]。
- 2019年2月26日、「川口市議会 平成31年3月定例会一般質問」において議員の稲川和成が「川口オートレース場の施設整備について (1)耐震性のない2号館・5号館の取り扱いについて・(2)具体的なスケジュールについて」について行った質問に対し、市の公営競技事務所の担当者の回答は以下の通り[41][42]
  - (1)耐震性のない2号館・5号館の取り扱いについて
    - 2号館及び5号館の取り扱いについては、まずはレースの早期再開と来場者の安全確保を優先した必要最小限の措置を講じていくこととした。具体的な措置としては、レースの実施に不可欠な審判カメラ棟を確保。また、2号館については、利用しているスタッフ、機材等の移転を実施するとともに、建物の一部を取り壊して新審判棟を整備する予定。さらに、2号館のその他の部分及び5号館については、塀で囲い、立ち入りを禁止とし、来場者の安全確保に努める。

  - (2)具体的なスケジュールについて
    - 具体的なスケジュールは、2号館及び5号館は2020年（令和2年）1月5日のニューイヤーカップ終了以降、入場ができなくなる。また、2020年（令和2年）4月以降のレース開催に支障がないよう、電気の切回し工事、走路内審判カメラ棟の新築、2号館の一部と5号館の安全対策工事などを適宜実施して参る予定。さらに並行して、新審判棟建設のため、2号館の一部を解体し、2022年（令和4年）2月頃の完成を目指す。
- 2021年3月、川口市は5号館の解体などを計画していると埼玉建設新聞が報じた。約4000席以上を有するスタンド席を取り壊し、緩やかな勾配のある観覧広場として整備する見通し。設計を2022年3月までに仕上げ、その後工事に移っていく。解体後に関しては観覧広場（2000～3000㎡）、管理事務所（S造平屋、床面積300～500㎡）、防音壁（約15m）などの整備を想定している[43]。
- 2022年1月13日、「令和3年度1月 川口市公営競技事業運営協議会専門委員会」にて川口オート側より施設整備について説明。内容は以下の通り[44]
  - 現在工事中の審判棟は、2022年9月末に完成予定。
  - 5号館は、改修実施設計が2021年度中に終わり、2022年7月から解体・防音壁設置・観覧広場建設（椅子がなくなりフラットに）・照明灯設置で、2025年12月末に完成予定。
  - 5号館改修工事に伴う立入禁止区域は、5号館後方、ちびっこランド、自転車置き場、北門も閉鎖予定（正門のみの利用となる）。ただし、駐車場は残す。

## 交通
- 鉄道
  - 西川口駅（JR京浜東北線）東口より正門まで徒歩約30分
  - 南鳩ヶ谷駅（埼玉高速鉄道線〈埼玉スタジアム線〉）より正門まで徒歩約18分

※本場開催日には埼玉高速鉄道線内の利用者に対する往復割引あり
- 無料送迎バス
  - 西川口駅東口 武蔵野銀行前専用バス停より、西川100 オートレース場行で約25分（本場開催時10〜25分間隔で運行） 。国際興業バスにより本場開催・場外発売ともに運行
  - 南鳩ヶ谷駅ロータリーより約10分（1時間1〜2本）。川口オートレース場所有のマイクロバスにより本場開催・場外発売ともに運行していたが、マイクロバス故障のため2022年7月28日をもって当面の間、運行休止[46]

※SGや特別開催時は、運行時間が異なる
※2020年1月9日より川口オート運用変更に伴い、無料送迎バスの乗り場がこれまでの北門バス発着所から正門第1駐車場に変更
- 一般路線バス
  - 西川05 西川口駅東口 - オートレース場前 - 南鳩ヶ谷駅入口 - 市立高校循環
  - 西川01 西川口駅東口 - オートレース場裏 - 鳩ヶ谷公団住宅
  - 西川04 西川口駅東口 - オートレース場裏 - 東川口駅南口
  - 西川04-2 西川口駅東口 - オートレース場裏 - 鳩ヶ谷車庫
  - 川05 川口駅東口 - オートレース場裏 - 蕨駅東口
  - 川05-2 川口駅東口 - オートレース場裏 - 上青木5丁目

以上の系統で、オートレース場前（正門付近）・オートレース場裏（西門付近）停留所で下車。すべて国際興業バスによる運行
- 自動車
  - 首都高速道路川口線「加賀出入口」より15分
  - 東京外環自動車道「川口中央・川口西インターチェンジ」より15分

## 場外車券売場
- オートレース双葉 - 『複合型場外発売施設双葉』内 2012年12月27日オープン
- オートレース横浜 - 『サテライト横浜』の施設内8階をオートレース専用フロアへ改装、2013年9月9日オープン
- ラ・ピスタ新橋 - 施設内6階をオートレース専用フロアへ改装、2013年12月27日オープン
- オートレース六郷 - 『サテライト六郷』内　2015年9月19日オープン
- オートレース大阪 - 『サテライト大阪』の一部を改装、2015年12月5日オープン
- オートレースしおさい鹿島 - 『サテライトしおさい鹿島』内 2016年8月19日オープン
- オートレース大和 - 『サテライト大和』内 2016年9月10日オープン、2023年3月末終了予定[48]
- オートレース阪神 - 『サテライト阪神』内 2016年11月2日オープン
- オートレース徳島 - 『サテライト徳島』内 2017年12月13日オープン

## エピソード
- 毎年8月に川口市主催のたたら祭りメイン会場としてオートレース場が使用され、花火も打ち上げられている。直下で見られるため、たいへん迫力がある。このたたら祭りではオートレース選手が多数イベントへ参加する。原付による模擬オートレース（2006年の原付レースでは青木治親のみ1000ccのバイクに乗車）、選手によるゲーム大会、チャリティーオークション、模擬ナイター競走などは、オートファンのみならず市民の評価も高い。
- 1997年（平成9年）7月6日、森且行のデビュー戦へ女性客が殺到し、この日の川口オートレース場は、3万5千人ものファンが押し寄せた。
- 長らく施行者は埼玉県および川口市であったが、2008年3月末を最後に埼玉県が県営オートレース事業から撤退。翌年度より川口市の単独開催となった[22]。
- 2006年4月から2008年3月まで川口オートレース場のイメージキャラクターをGacktが務めていた。場内のポスターやプレゼントとして配布されるクオカード、無料配布されるレース日程表などに写真が使用されていた他、2005年11月6日に開催されたSG第37回日本選手権オートレースでは優勝戦の試走先導およびプレゼンターとして登場。表彰式では優勝した岡部聡に優勝杯とは別のカップとシャンパンを渡した[49][50]。
- 2016年4月、「川口オートレースイメージガール」がデビュー。初代をグラビアアイドルの菜乃花が2020年3月まで務めていた[51][52][53][注 16]。
- 2017年7月15日、「GI 第41回キューポラ杯」開催3日目の午後5時25分頃、競走会地区（選手ロッカー内）で火災が発生。施設関係者が119番通報し、8R以降は公正安全なレースの実施が不可能と判断され、中止となった。火元は選手ロッカー内のタイヤ研磨室のダクト（換気口）付近で、5R終了後あたりから、ボヤが立ちこめ、煙が徐々にロッカー全域に広がった。午後8時25分に鎮火した[54][55][56]。
- 2018年2月、パチンコメーカーの高尾より、「パチンコCRオートレース〜スピードスター★森且行!〜」[57]がパチンコホールに登場。オートレースと初めてタイアップしたパチンコ機であり、川口オートレース場を舞台に、演出では森且行をメインに女子選手も含め総勢36名が出演する[58][59]。
- 2020年4月7日、「川口オートレースイメージガール」の2代目をタレント・グラビアアイドルの平嶋夏海が就任し[60][61]、2024年3月19日まで務めた[62]。2020年6月28日、「GII川口記念」開催最終日のCS放送内でお披露目され、大型二輪免許を有しているのを生かし、第5R・第11R・第12Rで試走先導を行い、第12R優勝戦ではゴールチェッカーを振る大役を務めた[63]。
- 2021年10月30日、「2021年度川口市営第8回第1節」の初日・第9レースで、佐藤正人（川口・22期）が1周回4コーナーにおいて落車し、後続車と接触。川口市内の病院に救急搬送され必要な処置が施されたが、右側胸部外傷により同日18時32分に死去（殉職）した[64]。51歳没。佐藤の殉職から約1か月の同年12月3日、「川口ナイトレース」の2日目・第5レースで、黒岩明（川口・26期）が6周回1コーナーにおいて他車と接触して落車。川口市内の病院に救急搬送され必要な処置が施されたが、重症頭部外傷により同日23時22分に死去（殉職）した[65]。45歳没。約1か月という短期間のうちに同レース場で殉職事故が続けて起こる事態となった[66]。
- 2022年5月13日、浜松オート（G1開場記念ゴールデンレース）の場外発売中に停電が発生。停電の影響で浜松オート第11レース・第12レースの場外発売を中止とした[67]。同月14日、前日の停電復旧作業のため浜松オートの場外発売・払戻しの中止を発表[68]。同月15日、停電復旧作業のため浜松オートの場外発売・払戻し並びに同月16日から開催予定だった本場開催の中止を発表[69]。同月18日、電気設備の復旧の目処が立ち同月25日から開催の「G2 川口記念」は予定通り開催されることを発表[70]。停電の原因は、場内の変電器が老朽化していたためだった[71]。
- 2024年4月3日、「川口オートレースイメージガール」の3代目にマルチタレントの夜道雪（よみち ゆき）の就任を発表[72][73]。

## テーマソング
「ぶっちぎりの青春」 - 作詞・茜まさお、 作曲・平尾昌晃、 編曲・飛沢宏元、 歌・ささきいさお。バックコーラスで広瀬登喜夫（引退）、阿部光雄（引退）、荒井充（引退）、清水右也（引退）の各選手が参加。
CDは場内グッズ売店で販売されている。場内では選手紹介（試走）時にカラオケバージョンで流れる。また以前は4レース・9レース発売開始後のそれぞれ試走タイム発表後に歌入りで流れていた。CS放送では以前、優勝戦終了後に優勝選手が行うウイニングランのBGMとしてカラオケバージョンが流れていた。
2017年2月22日、「ぶっちぎりの青春」のリメイク盤「ぶっちぎりの青春☆NOW」が発売された。ささきいさおが歌唱するオリジナル音源に、永井大介（25期）、若井友和（25期）、佐藤摩弥（31期）、片野利沙（32期）の4名がコーラスとして参加している。
2005年11月6日のSG第37回日本選手権オートレース優勝戦で、Gackt作曲によるファンファーレ『Sanctuary -幻想の彼方に-』が導入された。後に船橋オートレース場で開催されたSG第25回オールスターオートレース優勝戦や、川口で開催されたGI第30回キューポラ杯争奪戦、浜松オートレース場で2006年11月5日に行われたSG第38回日本選手権オートレースの優勝戦、SG第13回オートレースグランプリ優勝戦でも使用。CS放送でも右下にテロップが表示されるなど、ファンに認知されつつある。川口で開催されるSG競走の優勝戦では必ず流れる。